# Nené (ur. 1995)
Nené, właśc. Rui Filipe da Cunha Correia (ur. 10 czerwca 1995 w Graciosie) – portugalski piłkarz, występujący na pozycji defensywnego pomocnika. W latach 2013–2014 młodzieżowy reprezentant kraju.

## Kariera
Zaczynał karierę w 2003 roku w klubie SC Guadalupe, gdzie grał do 2009 roku. W międzyczasie grał również w SU Sintrense. Od 2012 roku do 2014 roku występował w drużynach juniorskich SC Bragi.
W 2015 roku został przesunięty do rezerw SC Bragi. W tym zespole zadebiutował 31 sierpnia 2015 roku w meczu przeciwko SC Farense (1:1). Wszedł na boisko w 72. minucie, zastępując Carlosa Fortesa, 6 minut później dostał żółtą kartkę. Pierwszą asystę zaliczył 5 maja 2016 roku w meczu przeciwko FC Porto B (2:3 dla Bragi). Asystował przy bramce w 85. minucie. Łącznie w rezerwach klubu z Bragi zagrał w 22 meczach i zaliczył dwie asysty.
1 lipca 2016 roku został wypożyczony do CDC Montalegre.
1 lipca 2017 roku trafił do AD Fafe. Z tym klubem zaliczył 3 występy w pucharze Portugalii.
1 lipca 2019 roku został zawodnikiem CD Santa Clara. W tym klubie zadebiutował 10 sierpnia 2019 roku w meczu przeciwko FC Famalicão (0:2 dla rywali Santy Clara). Wszedł na boisko w 81. minucie. Łącznie w tym klubie zagrał 68 meczów ligowych.
1 lipca 2022 roku został zawodnikiem Jagiellonii Białystok, podpisując dwuletni kontrakt z opcją przedłużenia o jeszcze jeden rok. Włodarze polskiego klubu postanowili, że Nené będzie grać z numerem 8 na koszulce. W sezonie 2023/2024 wraz z Jagiellonią Białystok zdobył mistrzostwo Polski.

## Reprezentacja
Ma trzy występy na koncie w reprezentacji Portugalii U-19.

## Statystyka
(aktualne na dzień 20 marca 2025)
| Klub                     | Sezon           | Liga                 | Liga | Liga | Puchar kraju | Puchar kraju | Europa | Europa | Suma | Suma |
| Klub                     | Sezon           | Liga                 | M.   | Br.  | M.           | Br.          | M.     | Br.    | M.   | Br.  |
| ------------------------ | --------------- | -------------------- | ---- | ---- | ------------ | ------------ | ------ | ------ | ---- | ---- |
| Braga B                  | 2014/15         | Liga Portugal 2      | 13   | 0    | 0            | 0            | —      | —      | 13   | 0    |
| Braga B                  | 2015/16         | Liga Portugal 2      | 9    | 0    | 0            | 0            | —      | —      | 9    | 0    |
| Braga B                  | Ogólnie         | Ogólnie              | 22   | 0    | 0            | 0            | —      | —      | 22   | 0    |
| C.D.C. Montalegre (wyp.) | 2016/17         | CDP (4 liga)         | 30   | 7    | 1            | 0            | —      | —      | 31   | 7    |
| Fafe                     | 2017/18         | CDP (4 liga)         | 23   | 5    | 1            | 0            | —      | —      | 24   | 5    |
| Fafe                     | 2018/19         | CDP (4 liga)         | 33   | 7    | 3            | 1            | —      | —      | 36   | 8    |
| Fafe                     | Ogólnie         | Ogólnie              | 56   | 12   | 4            | 1            | —      | —      | 60   | 13   |
| Santa Clara              | 2019/20         | Primeira Liga        | 18   | 0    | 3            | 0            | —      | —      | 21   | 0    |
| Santa Clara              | 2020/21         | Primeira Liga        | 25   | 0    | 4            | 0            | —      | —      | 29   | 0    |
| Santa Clara              | 2021/22         | Primeira Liga        | 26   | 0    | 2            | 0            | 4      | 0      | 32   | 0    |
| Santa Clara              | Total           | Total                | 69   | 0    | 9            | 0            | 4      | 0      | 82   | 0    |
| Jagiellonia Białystok    | 2022/23         | Ekstraklasa          | 30   | 5    | 2            | 0            | —      | —      | 32   | 5    |
| Jagiellonia Białystok    | 2023/24         | Ekstraklasa          | 33   | 9    | 5            | 2            | —      | —      | 38   | 11   |
| Jagiellonia Białystok    | 2024/25         | Ekstraklasa          | 13   | 3    | 2            | 1            | 11     | 0      | 26   | 4    |
| Jagiellonia Białystok    | Ogólnie         | Ogólnie              | 76   | 17   | 9            | 3            | 11     | 0      | 96   | 20   |
| Yunnan Yukun             | 2025            | Chinese Super League | 2    | 0    | —            | —            | —      | —      | 2    | 0    |
| Ogólnie kariera          | Ogólnie kariera | Ogólnie kariera      | 255  | 36   | 23           | 4            | 15     | 0      | 293  | 40   |